# 5560 Amytis
5560 Amytis (1990 MX) là một tiểu hành tinh vành đai chính được phát hiện ngày 27 tháng 6 năm 1990 bởi Helin, E. F. ở Palomar.